# Chính phủ Lâm thời Đại Hàn Dân Quốc
Chính phủ Lâm thời Đại Hàn Dân Quốc (tiếng Hàn: 대한민국임시정부; Hanja: 大韓民國臨時政府; Romaja: Daehanminguk Imsijeongbu) là chính phủ lâm thời và lưu vong của Hàn Quốc có trụ sở tại Trung Quốc trong thời kỳ Nhật Bản chiếm đóng Triều Tiên.

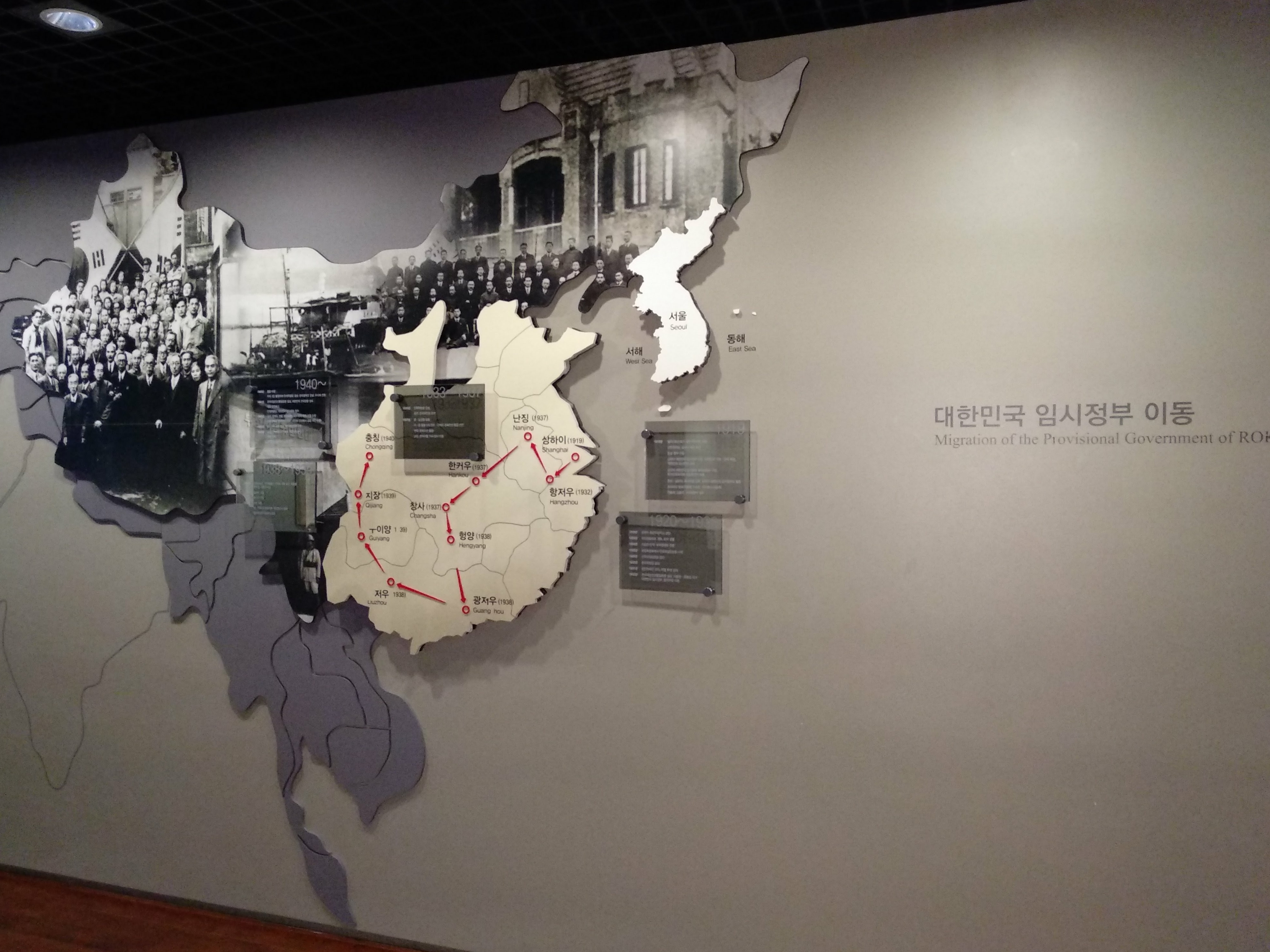
Các hoạt động của chính phủ Lâm thời Đại Hàn Dân Quốc tại Trung Hoa Dân Quốc

Chính phủ lâm thời được thành lập tại Thượng Hải vào ngày 11 tháng 4 năm 1919. Một hiến pháp lâm thời quy định về một nước cộng hòa dân chủ có tên là "Cộng hòa Triều Tiên - Republic of Korea" đã được ban hành. Hiến pháp này giới thiệu một hệ thống tổng thống và ba nhánh (lập pháp, hành chính và tư pháp) của chính phủ. Họ tuyên bố thừa hưởng lãnh thổ của Đế quốc Đại Hàn trước đây. Phong trào kháng chiến của Triều Tiên đã tích cực ủng hộ phong trào giành độc lập dưới chính phủ lâm thời và nhận được sự hỗ trợ về kinh tế và quân sự từ Quốc dân đảng, Liên Xô và Pháp. Sau năm 1932, Chính phủ lâm thời chuyển đến một số thành phố khác nhau và cuối cùng định cư tại Trùng Khánh cho đến khi Thế chiến II kết thúc vào năm 1945. Một số tòa nhà được sử dụng làm trụ sở của họ tại Thượng Hải và Trùng Khánh hiện được bảo tồn như bảo tàng.
Sau khi Nhật Bản đầu hàng vào ngày 15 tháng 8 năm 1945, chính phủ lâm thời đã kết thúc. Các thành viên của chính phủ đã trở về Hàn Quốc, nơi họ thành lập các tổ chức chính trị của riêng mình dưới sự quản lý của quân đội Hoa Kỳ và cạnh tranh giành quyền lực tại nơi sẽ trở thành Hàn Quốc. Vào ngày 15 tháng 8 năm 1948, Syngman Rhee, người từng là tổng thống đầu tiên của Chính phủ lâm thời, đã trở thành tổng thống đầu tiên của Hàn Quốc.
Chính phủ Hàn Quốc hiện tại tuyên bố thông qua hiến pháp sửa đổi năm 1987 của Hàn Quốc rằng có sự liên tục giữa chính phủ lâm thời và nhà nước Hàn Quốc hiện tại, mặc dù điều này đã bị các học giả và sử gia phản bác.

## Bối cảnh
Từ năm 1910 đến năm 1945, Triều Tiên là thuộc địa của Đế quốc Nhật Bản. Trong suốt và thậm chí trước thời điểm này, hàng chục nhóm đã xuất hiện ủng hộ nền độc lập của Triều Tiên. Tuy nhiên, ngay cả cho đến khi kết thúc thời kỳ thuộc địa, vẫn không có một tổ chức nào mà những người Triều Tiên ủng hộ độc lập coi là đại diện duy nhất của họ.

### Phong trào 1 tháng 3
Vào ngày 21 tháng 1 năm 1919, tin đồn rằng Triều Tiên Cao Tông đã bị gia đình hoàng gia Nhật Bản đầu độc đã được đưa ra ánh sáng.
Sự việc này lên đến đỉnh điểm trong một cuộc biểu tình diễn ra tại tang lễ của Nhà vua vào ngày 1 tháng 3. Trong tổng dân số 20 triệu người Triều Tiên thời điểm đó, khoảng 2,3 đến 3,1 triệu người đã tham gia cuộc biểu tình, chiếm 10% tổng dân số. Có 7.500 người chết, 16.000 người bị thương và 46.000 người bị bắt và giam giữ. Các cuộc biểu tình bắt đầu vào tháng 3 và kéo dài đến tháng 5, bao gồm 33 người đã ký Tuyên ngôn Độc lập, nhưng thực tế đã bị cảnh sát Nhật Bản giam giữ.
Sau khi Nhật Bản đàn áp dữ dội các cuộc biểu tình, nhiều người Triều Tiên đã chạy trốn khỏi bán đảo, bao gồm nhiều người sáng lập chính phủ lâm thời sau này.

## Thành lập
Chính phủ được thành lập vào ngày 11 tháng 4 năm 1919, ngay sau Phong trào 1 tháng 3 cùng năm. Chính phủ lâm thời của Hàn Quốc được thành lập vào năm 1919 như một phần của Phong trào 1 tháng 3.
Các thành viên chủ chốt trong quá trình thành lập bao gồm An ChangHo và Syngman Rhee, cả hai đều là lãnh đạo của Hiệp hội Quốc dân Triều Tiên vào thời điểm đó. Changho đóng vai trò quan trọng trong việc biến Thượng Hải thành trung tâm của phong trào giải phóng và đưa các hoạt động của chính phủ lâm thời vào hoạt động. Với tư cách là quyền thủ tướng, ông đã giúp tổ chức lại chính phủ từ hệ thống nội các nghị viện sang Tổng thống chế.
Phong trào độc lập nhanh chóng được ưa chuộng cả trong và ngoài nước. Sau Phong trào 1 tháng 3 năm 1919, một kế hoạch đã được lập ra trong và ngoài nước để tiếp tục mở rộng phong trào độc lập. Tuy nhiên, một số người đã do dự vì họ phục tùng các thế lực chiếm đóng. Vào thời điểm đó, nhiều nhà hoạt động độc lập đã tập trung tại Thượng Hải. Những người thành lập các văn phòng tạm thời độc lập đã nhiều lần thảo luận về các cách thức để tìm ra những đột phá mới trong phong trào độc lập. Đầu tiên, lý thuyết về chính phủ lâm thời đã được phát triển và người ta thường cho rằng chính phủ nên tổ chức một chính phủ lưu vong chống lại văn phòng thống đốc Chosun. Tuy nhiên, người ta cho rằng đảng không đủ khả năng để thành lập chính phủ.
Thượng Hải là một trung tâm giao thông và cũng là trung tâm hỗ trợ cho chính quyền Quảng Đông do Ngô Nguyên lãnh đạo. Ngoài ra, còn có các đại diện từ Anh, Pháp, Đức và Mỹ, giúp họ thoát khỏi ảnh hưởng của Nhật Bản. Vì lý do này, các văn phòng độc lập đổ xô đến Thượng Hải.
Các phong trào giành độc lập ở Thượng Hải diễn ra mạnh mẽ hơn vào mùa hè năm 1919. Seo Byeong-ho, Seung-hyung Cho, Dong-ho Cho, Park Chan-ik và Sun Woo-hyuk đã gặp gỡ các chính quyền từ Hàn Quốc, Mãn Châu, Russian Maritime Province và Americas. Các văn phòng độc lập ở Thượng Hải cung cấp chỗ ở cho những người từ nước ngoài, tập trung vào khu định cư của người Pháp và tổ chức các buổi họp mặt xã hội cho người Hàn Quốc để tạo nên một mạng lưới chặt chẽ. Vào thời điểm này, các văn phòng chi nhánh độc lập được xem trọng của Mãn Châu và Maritime, such as Dongying, Lee, Shim, Kim DongSam, Shin Chae Ho, Cho Sung Hwan and Chaosang, came to Shanghai and were sent to Korea.

### Hội nghị hòa bình Paris
Đảng Thanh niên Shinhan muốn có lời hứa về độc lập cho Triều Tiên tại Hội nghị Hòa bình Paris năm 1919 và đã cử Kim Kyu-sik làm đại biểu. Từ nhỏ, ông đã theo học tại Học viện Underwood, nơi ông được giáo dục theo phương Tây về tiếng Anh, tiếng Latin, thần học, toán học và khoa học. Ông thông thạo nhiều thứ tiếng: tiếng Anh, tiếng Pháp, tiếngĐức, tiếng Nga, tiếng Mông Cổ và tiếng Phạn cũng như tiếng Hàn, tiếng Trung và tiếng Nhật. Ông đã gửi đơn thỉnh cầu độc lập của Hàn Quốc lên Tổng thống Woodrow Wilson nhân danh Đảng Thanh niên Shinhan, và đến Paris, Pháp vào tháng 1 năm 1919 để đệ trình đơn thỉnh cầu nhân danh Chính phủ lâm thời Đại Hàn Dân Quốc. Tuy nhiên, ông không được phép tham dự Hội nghị Hòa bình vì chính phủ lâm thời vẫn chưa được thành lập. Sau đó, Kim đã thành lập một chính phủ lâm thời để nhận được giấy ủy nhiệm đại diện chính thức cho chính phủ Triều Tiên. Chuyến đi của Kim tới hội nghị đã trở thành động lực cho Phong trào 1 tháng 3 và việc thành lập Chính phủ lâm thời của Đại Hàn Dân Quốc.

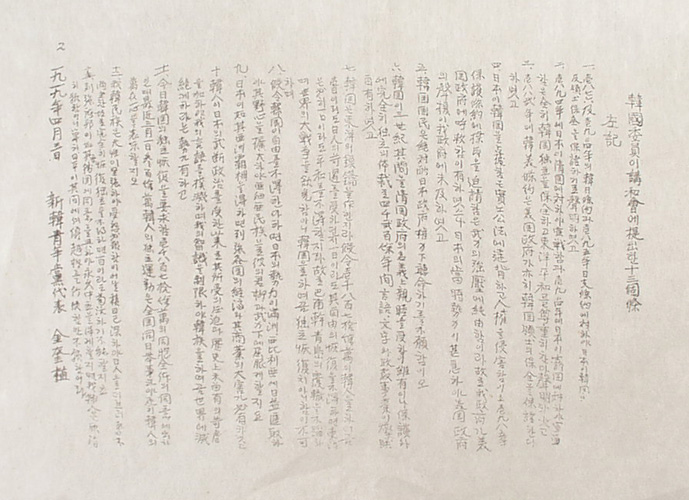
Đảng Thanh niên Shinhan đã đệ trình “Mười ba yêu cầu” tại Hội nghị Hòa bình Paris

Trước khi rời đi, Kim đã yêu cầu các thành viên của Đảng Thanh niên Shinhan tổ chức một cuộc biểu tình độc lập, nói rằng: "Ngay cả khi được cử đến Paris, người phương Tây cũng không biết tôi là ai. Để vạch trần và tuyên truyền sự cai trị của Nhật Bản, người ta phải tuyên bố độc lập ở Triều Tiên. Người được phái đi sẽ bị hy sinh, nhưng những gì xảy ra ở Triều Tiên sẽ hoàn thành tốt nhiệm vụ của tôi."
Kim Kyu-sik đã liên lạc với Đảng Thanh niên Shinhan ở Paris qua radio và họ đã quyên góp tiền cho nỗ lực vận động hành lang. Được truyền cảm hứng từ các lập luận của Kim Kyu-sik, Đảng Thanh niên Shinhan đã cử người đến Hàn Quốc và gặp gỡ các nhà lãnh đạo quốc gia như Ham Tae-young và Cho Man-sik. Lệnh biểu tình đòi độc lập của Kim Kyu-sik là thời điểm chiến dịch ngày 1 tháng 3 năm 1919 bắt đầu.
Những người tham gia vào thời điểm thành lập Chính phủ lâm thời Đại Hàn Dân Quốc gồm có Kim Kyu-sik, đại diện của Shinhan Youth Group, Lyuh Woon-Hyung, Cho Seong Hwan (Bộ trưởng Quốc phòng), Kim Cheol, Sun Woo Hyuk, Han Jin Kyo, Chang Deok soo, Cho Dong Ho, Seo Byung Ho và Kim In Jon.Có 30 người bao gồm Nam Hyung Woo, Shin Ik-Hee, Yi Si-yeong, Yi Dong-nyeong, Cho Wan Gu, Sin Chaeho, Jo So-ang và Kim Dae Ji.Ngoài ra, Kim Ku, Yi Dong-nyeong đã tham gia vào việc thành lập, và Ahn Changho, Yi Dong-hwi và Syngman Rhee được bổ nhiệm từ tháng 4 đến tháng 9 năm 1919 ởThượng Hải. Hwang Ki-hwan trở thành thư ký trưởng của chi nhánh Pháp của chính phủ lâm thời Hàn Quốc.

### Hoàng gia Triều Tiên cố gắng gia nhập chính phủ lâm thời
Cựu thành viên đế quốc cũng tham gia vào việc thành lập Chính phủ lâm thời Đại Hàn Dân Quốc. Kim Gajin, người từng là quan sát viên của Tỉnh Hwanghae và Chungcheongnam-do trong thời kỳ trị vì của đế quốc, là một viên chức cấp cao đã bị quân Nhật đánh bại vào năm 1910 sau khi bị tước đoạt đất nước. Ông đã thành lập một tổ chức độc lập bí mật có tên là Daedong Dan sau khi Phong trào 1 tháng 3 bắt đầu vào năm 1919, và giữ chức thống đốc. Ông bị lưu đày đến Chính phủ lâm thời của Cộng hòa Triều Tiên tại Thượng Hải, Trung Quốc vào tháng 10 năm 1919, và giữ chức cố vấn cho chính phủ lâm thời.

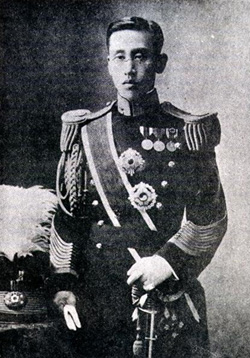
Prince Imperial Uihwa

Kim Gajin, con trai thứ năm của của Triều Tiên Cao Tông và là một trong những ứng cử viên hàng đầu cho vị trí Thái tử, đã chuẩn bị một kế hoạch trốn thoát đến Chính phủ lâm thời Triều Tiên. Hoàng tử Uihwa đã gửi một lá thư và nêu ý định tham gia Chính phủ lâm thời của Cộng hòa Triều Tiên. Vào tháng 11 năm 1919, Hoàng tử Uihwa đã đến Andong, Mãn Châu, để trốn thoát đến chính phủ lâm thời ở Thượng Hải, nhưng đã bị quân đội Nhật Bản bắt giữ và buộc phải trở về nhà. Nội dung của cuốn sách, được ông gửi đến Chính phủ lâm thời, đã được công bố trên một bài báo độc lập vào ngày 20 tháng 11 năm 1919. Ngày nay, các nhà sử học ước tính rằng Hoàng tử Đế quốc Uihwa đã nghĩ đến phong trào độc lập của Triều Tiên và cố gắng tham gia Chính phủ lâm thời của Cộng hòa Triều Tiên khi ông theo học tại Cao đẳng Roanoke ở Mỹ. Lý do là đồng nghiệp của Hoàng tử Đế quốc Uihwa là Kim Kyu-sik và ông có mối quan hệ với Kim Kyu-sik tại Cao đẳng Roanoke.

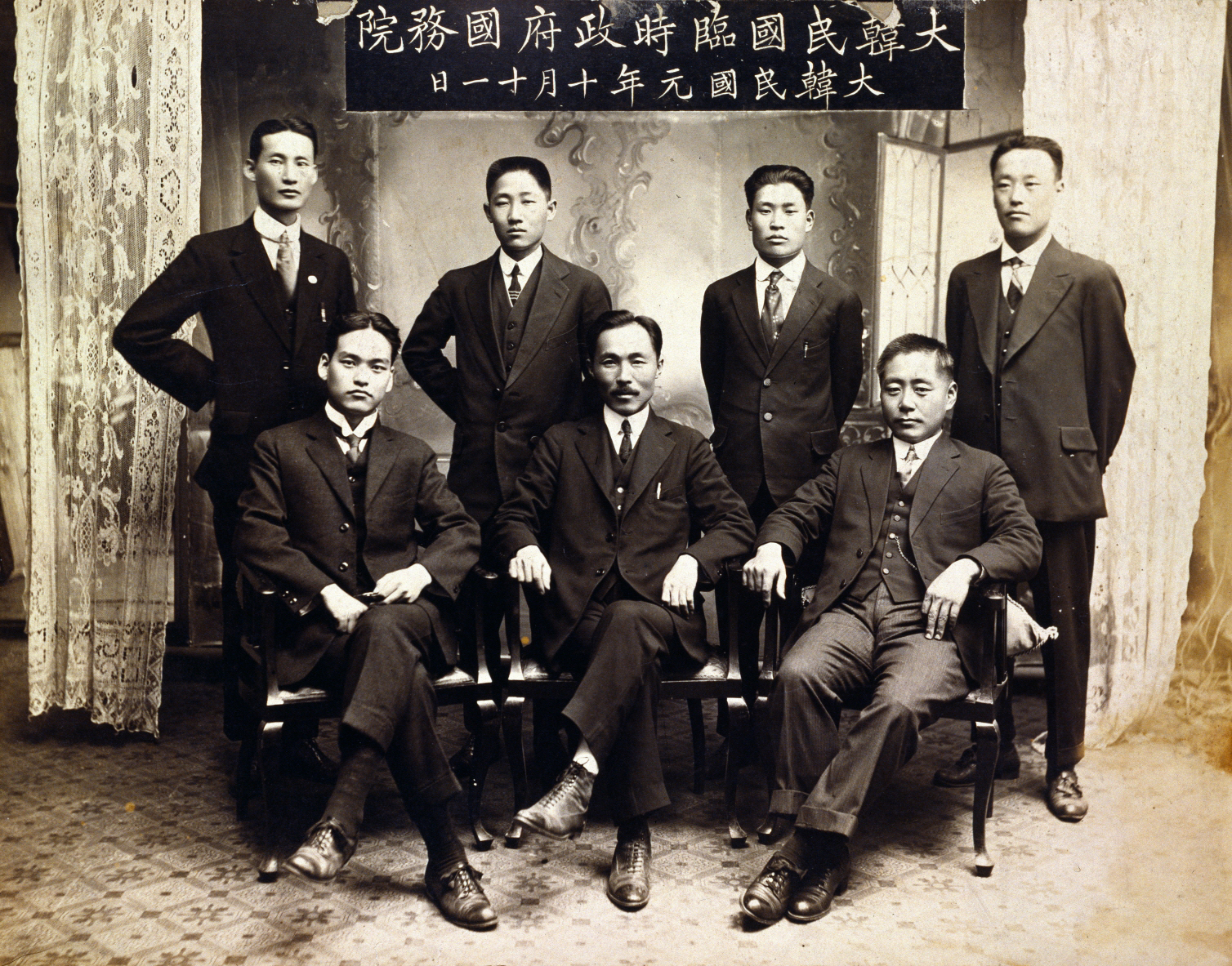
Chính phủ Lâm thời Đại Hàn Dân Quốc năm 1919

## Trong Thế chiến II
Chính phủ lâm thời Hàn Quốc đã đóng vai trò không nhiều, song thiết thực trong cuộc chiến chống lại Nhật Bản. Khi Đế quốc Nhật đem quân xâm lược Trung Quốc toàn diện, làm nổ ra cuộc chiến tranh Trung-Nhật, người dân Hàn Quốc đã cùng nhau đứng về phía Trung Hoa Dân Quốc.
Do có hàng triệu người Hàn Quốc bị sát hại hoặc bắt ép làm nô lệ tình dục cho binh lính Nhật, rất nhiều người Hàn Quốc đã bắt liên lạc với chính phủ lâm thời và rất nhiều trong số đó bí mật tham gia Hàn Quốc Quang phục Quân cùng lực lượng vũ trang Trung Hoa Dân Quốc do Tưởng Giới Thạch lãnh đạo. Chính phủ lâm thời đã cung cấp tài chính, vũ khí, sĩ quan và chiến lược chiến đấu chống lại Nhật Bản, đồng thời kêu gọi sự trợ giúp từ Khối Đồng Minh.